# 파베우 골란스키
파베우 골란스키(폴란드어: Paweł Golański, 1982년 10월 12일 ~ )는 폴란드의 전직 프로 축구 선수로, 현역 시절 수비수로 활약했다.

## 경력

### 클럽
2007년 7월, 그는 스테아우아 부쿠레슈티와 €1M의 이적료로 3년 계약을 맺으며 이적했다.
2011년 8월, 그는 반년 임대 계약으로 ŁKS에 복귀했다.

### 국가대표팀 득점 기록
아래의 점수에서 왼쪽의 점수가 폴란드의 득점이며, 점수 열은 골란스키의 득점 상황을 나타낸다.
| #  | 날짜           | 경기장                            | 상대       | 점수 | 결과 | 대회     |
| -- | -------------- | --------------------------------- | ---------- | ---- | ---- | -------- |
| 1. | 2007년 2월 3일 | 스페인 헤레스 데 라 프론테라 차핀 | 에스토니아 | 4–0  | 4–0  | 친선경기 |

## 수상
트르구 무레슈
- 수페르쿠파 로므니에이: 2015

폴란드 U-18
- 유럽 U-18 선수권 대회: 2001[3]